# José Vilanova
José Vilanova Rubio (Valencia, 20 de abril de 1910 - valencia, 5 de enero de 1989) fue un ex-futbolista español. Jugaba de delantero y su primer club fue el Valencia CF.

## Carrera
Comenzó su carrera en 1929 jugando para el Valencia CF, tras debutar en un encuentro amistoso ante el Burjassot CF y militó en el conjunto valenciano  hasta el año 1936. En 1939 tras el parón motivado por la Guerra Civil se pasó al Hércules CF, jugando para el equipo alicantino hasta 1940. En ese año se pasó al Real Zaragoza. Amparado en el prestigio cosechado durante sus mejores años pasó antes de retirarse por Real Murcia, Levante y Albacete Balompié.

## Clubes
| Club              | País   | Año       |
| ----------------- | ------ | --------- |
| Valencia CF       | España | 1931-1936 |
| Hércules CF       | España | 1939-1940 |
| Real Zaragoza     | España | 1940-1941 |
| Albacete Balompié | España | 1943-[[]] |